# Cholnoky család
A magyar történelmi Cholnoky család eredetét a 13. századra vezeti vissza.

## A Cholnoky család
A Cholnoky családnak a hagyomány szerint román származású őse IV. Bélától adományként kapta a Hunyad várától délre fekvő Csincsis, magyarul Csolnakos, községet a tatárjáráskor tett szolgálataiért, ahol várat építtetett. Ettől kezdve a család a község magyar neve után a Csolnakosi/Csolnokosi nevet használta. A család Péter nevű tagjának fia Jaroszláv (Jariszló) feleségül vette az 1419-ben özvegyen maradt Morzsinai Erzsébetet, akitől négy fia született: Dan, Vajk, Péter és János.
Hunyadi János kormányzó féltestvéreit, a Cholnokyakat, különös kiváltságokkal ruházta fel. A falut mentesítette az országos adó alól, a pereket a földesúr alá rendelte, fellebbezés esetén nem a vármegye, hanem a királyi tábla volt illetékes. Sőt a felsőbb rendeletek is csak akkor voltak érvényesek a faluban, ha azokra a család legidősebb tagjának pecsétje került. Ezek a privilégiumok a 18. században is érvényben voltak. Az 1838. évi diéta (országgyűlés) alkalmával Hunyad vármegye, a Cholnoky család nevében, kérte e privilégiumok érvényben tartását.
A Cholnoky család, az előjogok mellett, nemesi címet és címert kapott. Ennek pajzsán alul arany levelekből font korona van. Ezen egy fekete holló áll, nyakát nyílvessző döfi át. Csőrében rubinköves arany gyűrűt tart. A háttér kék. A pajzs feletti sisakdísz azonos. A takarók kékes-zöldek. A címer erős rokonságot mutat a Hunyadi család "hollós" címerével.
A család 1464-ben a Csolnakos község melletti Doboka és Ohába helységeket is adományul kapta Mátyás királytól. A király 1486-ban Kőszeg vára kapitányává nevezte ki Csolnakosi Albertet és az Esztergom vármegyében lévő Csolnok helységben birtokot adományozott neki. Csolnakosi Albert 1483-ban vette fel a csolnakosi Cholnoky nevet.
A család másik ága Bocskai Istvánnal együtt jött Erdélyből Magyarországra. Közülük Cholnoky István II. Ferdinánd (1578–1637) hűségére tért, ezért a királytól új címeres nemeslevelet kapott 1625. január 31-én Bécsben. Ennek pajzsában hármas zöld halmon növő fehér liliom látható. A sisakdíszen arany kettős farkú oroszlán van. A takarók kék-arany és vörös-ezüst színűek.
Később a család az egész országban szétszóródott, Fejér, Pest, Tolna, Veszprém, Zemplén és Szatmár vármegyékben, a 20. században pedig külföldön is.

## A Cholnoky család nevesebb tagjai
- Cholnoky Viktor (1868–1912) író
- Cholnoky Jenő (1870–1950) földrajztudós
- Cholnoky László (1879–1929) író
- Cholnoky László (1899–1967) gyógyszerész, kémikus
- Cholnoky Béla (botanikus) (1899–1972)[3]
- Cholnoky Tibor (építész) (1901–1991)[4]
- Cholnoky Gábor Miklós (1981) író, üzletember
- Cholnoky Sára (1988) (szörfversenyző) (leányágon)[5]
- Cholnoky Imre (ügyvéd, 1820–1901)
- Cholnoky Imre (ügyvéd, 1851–1915)
- Panna Grady (Louise Marie de Cholnoky) amerikai irodalompártoló